# Zhang Qingli
Zhang Qingli (Tai'an (Shandong), 1951) is sinds november 2005 de twaalfde secretaris voor de Communistische Partij van China in het Autonoom Regionaal Comité van de Tibetaanse Autonome Regio. Mei 2006 werd zijn termijn verlengd als dertiende secretaris.
Hij is ook lid van het zeventiende Centraal Comité van de Communistische Partij van China. Hij staat bekend om zijn harde politiek in etnische regio's en ontsloeg meerdere etnische functionarissen die hij onbetrouwbaar vond. Hij was als politicus prominent in beeld tijdens de opstand van 2008.